# ایر نورث
ایر نورث (به انگلیسی: Air North) یک شرکت هواپیمایی با کد یاتا 4N است که در ۱۹۷۷ میلادی تأسیس شده‌است. دفتر مرکزی ایر نورث در وایت‌هورس، یوکان، یوکان واقع شده‌است و قطب این شرکت هواپیمایی در فرودگاه بین‌المللی اریک نیلسون وایتهورس قرار دارد و به ۱۰ مقصد، پرواز انجام می‌دهد.